# الی آورام
الی آورام (انگلیسی: Elli AvrRam؛ زادهٔ ۲۹ ژوئیهٔ ۱۹۹۰) هنرپیشه اهل سوئد است. وی از سال ۲۰۰۸ میلادی تاکنون مشغول فعالیت بوده‌است.
او همچنین در فیلم نام من شبانا، پسران پوستر، کسی که باید عاشقش باشم، نام من سوریا است، خانه من هند است، ولگرد و گاناپات بازی کرده است.